# Mesgar (ort i Iran)
Mesgar (persiska: مسگر, باش قِشلاق) är en ort i Iran.   Den ligger i provinsen Zanjan, i den nordvästra delen av landet, 270 km väster om huvudstaden Teheran. Mesgar ligger 1 672 meter över havet och antalet invånare är 404.
Terrängen runt Mesgar är platt åt sydväst, men åt nordost är den kuperad.Runt Mesgar är det ganska glesbefolkat, med 34 invånare per kvadratkilometer. Närmaste större samhälle är Sohrevard, 17,9 km norr om Mesgar. Trakten runt Mesgar består i huvudsak av gräsmarker.